# Agathe Wachtmeister
Agathe Wachtmeister af Johannishus, född Wrede af Elimä den 7 oktober 1799 i Kungsbro i Vreta klosters socken, död 8 februari 1890 i Johannishus i Hjortsberga socken, var en svensk grevinna, målare och kopist.

## Biografi
Agathe Wachtmeister af Johannishus var dotter till fältmarskalken greve Fabian Wrede av släkten Wrede af Elimä och Agata Bremer och från 1825 gift med landshövdingen Hans Wachtmeister af Johannishus (1793–1827) och mor till landshövdingen Hans Wachtmeister. 
I Fredrik Boijes Målare-lexikon från 1833 omnämns hon som en mycket skicklig kopierare av äldre mästares arbeten. Som självständig konstnär medverkade hon i Wexjö konstförenings utställningar i Växjö på 1850-talet.